# كلية الدراسات الإدارية العليا في لايبزيغ
كلية الدراسات الإدارية العليا في لايبزيغ المعروفة سابقًا باسم كلية الدراسات العليا في لايبزيغ للإدارة (بالألمانية: Handelshochschule Leipzig)، هي مدرسة أعمال خاصة مقرها في ساكسونيا، ألمانيا. تأسست عام 1898، وهي واحدة من أقدم كليات إدارة الأعمال في العالم. المدرسة معتمدة دوليًا من قبل جمعية تطوير كليات إدارة الأعمال أي أي سي أس بي، ومحليًا من قبل أسكوين. إن كلية كلية الدراسات الإدارية العليا في لايبزيغ مخولة بمنح درجات الدكتوراه وما بعد الدكتوراه.

## التاريخ

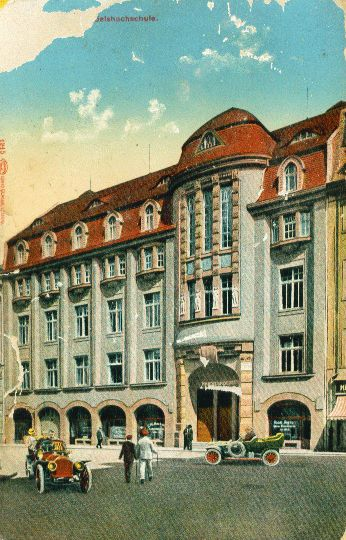
مبنى تاريخي في كلية الدراسات الإدارية العليا في لايبزيغ، تم بناؤه عام 1910 في ريتيريستراس. اليوم هي جزء من جامعة لايبزيغ.

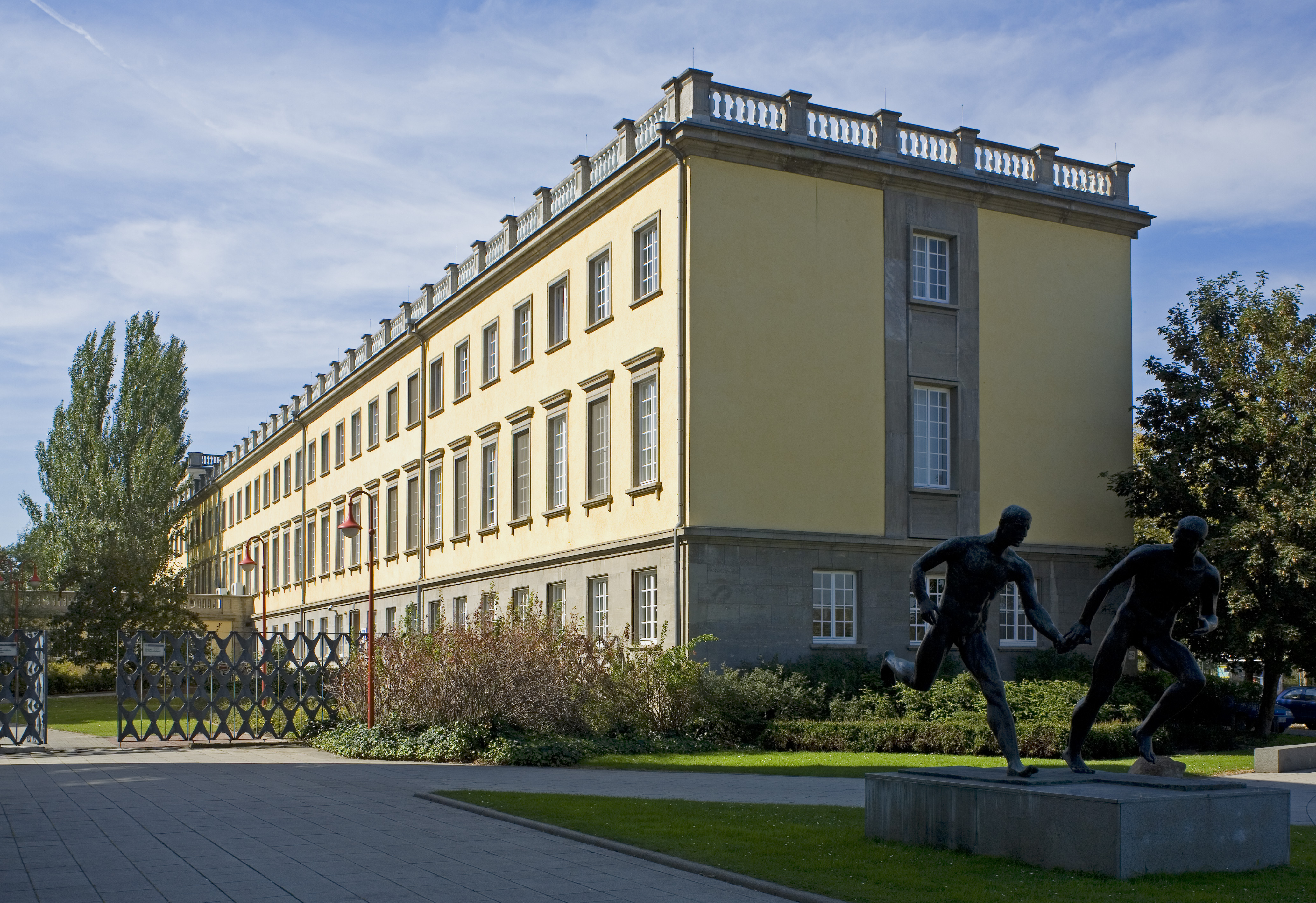
صورة حديثة لكلية الدراسات الإدارية العليا في لايبزيغ

تأسَّست المدرسة في عام 1898 بمبادرة من غرفة التجارة في لايبزيغ. في عام 1946، تم دمجه في جامعة لايبزيغ واستعاد استقلاله الجزئي في عام 1969. بعد سقوط الستار الحديدي وإعادة توحيد ألمانيا، أعيد تأسيس المدرسة تحت إدارة خاصة في عام 1992، مرة أخرى، من خلال مبادرة من غرفة التجارة في لايبزيغ.

## التصنيف
- # 2 في ألمانيا والمرتبة 23 عالميًا للحصول على ماجستير العلوم في برنامج الإدارة [تصنيف فينانشل تايمز عام 2020][15]
- # 5 في ألمانيا في تصنيف فاينانشال تايمز لكليات إدارة الأعمال الأوروبية.[16]
- المرتبة 20 عالميًا والمرتبة 7 في فئة الخدمة المهنية عالميًا في التصنيف العالمي للماجستير في الإدارة لعام 2017 من قبل فاينانشال تايمز.[17]
- # 7 للخدمة المهنية في جميع أنحاء العالم في تصنيف Financial Times للماجستير العالمي في الإدارة لعام 2017 [17]
- # 2 لزيادة الراتب بعد ماجستير إدارة الأعمال في ألمانيا والمرتبة 15 للتقدم الوظيفي في جميع أنحاء العالم في تصنيف فاينانشال تايمز التنفيذي لماجستير إدارة الأعمال لعام 2016.[18]
- # 40 في أوروبا ومن بين أفضل 5 كليات إدارة أعمال في ألمانيا في تصنيفات كليات إدارة الأعمال الأوروبية لعام 2015 بواسطة فاينانشال تايمز.[19]
- من بين أفضل برامج ماجستير إدارة الأعمال في العالم من بين أفضل 3 كليات إدارة أعمال في ألمانيا في تصنيفات ماجستير إدارة الأعمال لعام 2015 من قبل أمريكا إكونوميا
- احتلت المرتبة رقم 6 في التصنيف الدولي «ماجستير في الإدارة» عالميًا في مجلّة ذي إيكونوميست في عام 2017.
- مُدرجة في التصنيف الدولي «التنفيذي» لمجلّة ذي إيكونوميست في عام 2015
- صُنفت على أنها أكثر كليات إدارة الأعمال الخاصة شهرة في ألمانيا حسب اتجاهات بارومتر «بيزنيس إديشن» لعام 2017
- تم تصنيفها كأفضل مؤسسة في ريادة الأعمال في ألمانيا بين الجامعات الصغيرة ومؤسسات التعليم العالي من قبل ستياربرهاند الألمانيّة (ترتيب عام 2016).[20]

تم تصنيف كلية الدراسات الإدارية العليا في لايبزيغ كواحدة من أفضل برامج الماجستير في الإدارة في ألمانيا من قبل فاينانشال تايمز.

## برامج الدراسة

### ماجستير في إدارة الأعمال
- برنامج بدوام كامل لمدة 15-21 شهرًا
- برنامج بدوام جزئي لمدة 24 شهرًا

### ماجستير في الإدارة
- برنامج بدوام كامل لمدة 18 شهرًا
- برنامج بدوام جزئي لمدة 24 شهرًا

### ماجستير في إدارة الأعمال التنفيذية العالمية
- تُدير كلية الدراسات الإدارية العليا في لايبزيغ بالاشتراك مع كلية إدارة الأعمال إيدا
- برنامج مدته 21 شهرًا مع 2 أو 3 أسابيع إقامة في كليات إدارة الأعمال في ألمانيا وإسبانيا والبرازيل والصين والهند

### ماجستير في إدارة الأعمال (التعلم عن بعد)
- برنامج مدته 24 شهرًا مع ستة أسابيع إقامة
- حصلت الجامعة على المرتبة 4 من قبل ذي إيكونوميست في تصنيف WhatMBA؟ (تصنيف يعود لشهر شباط/فبراير من عام 2010)[22]

### برنامج الدكتوراه
برنامج الدكتوراه مخصص للمرشحين الحاصلين على شهادة جامعية ثانوية. في غضون ثلاث سنوات، يشارك المرشح في محاضرات ودورات وندوة بحثية ومؤتمرات. بعد إكمال جميع المتطلبات بنجاح وقبول رسالة الدكتوراه، يُمنح المرشح الدرجة العلمية.

## الجامعات الشريكة
تحتفظ المدرسة بشبكة تضم أكثر من 120 جامعة شريكة في جميع أنحاء العالم.
- كلية إمبريال كوليدج للأعمال، إمبريال كوليدج لندن
- مدرسة بوث للأعمال، جامعة شيكاغو
- مدرسة توك للأعمال، كلية دارتموث
- مدرسة جويزيتا للأعمال، جامعة إيموري
- كلية باروخ، جامعة مدينة نيويورك
- كلية فريمان للأعمال، جامعة تولين
- مدرسة إيدا للأعمال
- كلية إدارة الأعمال نانيانغ، جامعة نانيانغ التكنولوجية
- المعهد الهندي للإدارة أودايبور
- المدرسة النرويجية للإدارة
- مدرسة جوانجوا للإدارة، جامعة بكين
- كلية لينجنان (الجامعة)، جامعة صن يات صن
- المعهد الهندي للإدارة
- المعهد الآسيوي للتكنولوجيا، تايلاند
- جامعة شنغهاي جياو تونغ، الصين
- جامعة تشنغتشي الوطنية، تايوان
- كلية إن يو سي بي للأعمال، اليابان

## خريجون بارزون
- هريبرت ميفرت
- مايكل سبنس
- ويندلين ويدكينج
- مايكل إي بورتر
- فيليب كوتلر
- كيرت بيدنكوف
- برنارد والتر
- بوركهارد شوينكر[24][25]
- هانز فيرنر سين
- جيرهارد كاسبر
- يورغن ف. ستروب
- ستيفان ثومكي
- أرند أوتكر
- هورست الباتش
- لودفيج تريبن
- جوزيف أ. ماسياريلو
- أنجيلا ميركل[26]
- ابراهام ادلر
- هيرمان جروسمان
- تيمو مينهاردت
- بالدوين بنندورف
- يوجين شمالينباخ
- رودولف سيفرت
- فرانز كوخ
- ارنيس فيلكس

## المؤلفات
- 100 يهر هاندلشوششول لايبزيغ 1898-1998
- فيستشريفت أند أوشسليتش ديس 100-ي
- أوشريجن غرام أوشندونغسجوبيل أوشمز دي
- هاندلشوششول لايبزيغ صباحا 25. أبريل 1998.[27]